# Quản (nước)
Quản (tiếng Trung: 管; bính âm: Guǎn; khoảng 1046–1040 BC) là một tiểu quốc chư hầu nằm trên địa phận tỉnh Hà Nam ngày nay. Kinh đô của Quản là Quản Thành (管城) nay thuộc quận Quản Thành của Trịnh Châu và sức mạnh của nó bị giới hạn ở khu vực xung quanh.
Quản được thành lập ngay sau khi nhà Chu được hình thành, Quản là một thái ấp dành cho người em trai của Chu Vũ Vương, người này được phong tước hiệu "Quản thúc". Ba anh em Quản thúc, Hoắc thúc (霍叔) và Sái thúc được gọi là "Tam giám", các lãnh thổ của họ có chức năng bảo vệ cho xứ sở của thiên tử nhà Chu, trong đó Quản là một trọng trấn ở phía đông. Tuy nhiên, sau khi Chu Vũ Vương mất, Tam giám và Vũ Canh đã nổi loạn chống nhiếp chính vương Chu Công. Chu Công xuất binh tiêu diệt, nước Quản bị phế. Vua duy nhất của Quản là Quản Thúc Tiên.